# 滇瓦韦
滇瓦韦（学名：Lepisorus sublinearis）为水龙骨科瓦韦属下的一个种。

## 扩展阅读
- 維基物種上的相關：滇瓦韦